# 哥伦比亚—委内瑞拉关系
哥伦比亚－委内瑞拉关系是指哥伦比亚和委內瑞拉之间的外交关系。兩個國家歷史上都是西班牙帝國以及大哥倫比亞共和國的一部分。

## 历史
兩國之間的關係一直搖擺不定。1987年8月19日，哥伦比亚护卫舰ARC Caldas駛入兩國爭議水域，随后委内瑞拉总统海梅·卢辛奇下令委內瑞拉空軍前往該爭議地區。
20世纪80年代哥倫比亞內戰升级后，两国武裝經常來到对方领土，結果哥伦比亚和委内瑞拉的民众被迫流离失所。
2019年委內瑞拉總統與議長地位危機，由於哥倫比亞总统伊萬·杜克因支持胡安·瓜伊多，委內瑞拉总统尼古拉斯·馬杜羅宣布與哥倫比亞斷交。 2022年8月28日，左翼候選人古斯塔沃·佩特罗當選哥倫比亞總統後，兩國恢復外交關係。
2022年11月1日，哥倫比亞总统古斯塔沃·佩特罗抵达卡拉卡斯訪問。 
2023年1月1日，委内瑞拉和哥伦比亚全面重新开放两国边境。1月7日，哥伦比亚总统古斯塔沃·佩特罗再度访问委内瑞拉。